# Swedesboro
Swedesboro és una població dels Estats Units a l'estat de Nova Jersey. Segons el cens del 2006 tenia 2.043 habitants.

## Demografia
Segons el cens del 2000, Swedesboro tenia 2.055 habitants, 771 habitatges, i 528 famílies. La densitat de població era de 1.086,9 habitants/km².
Dels 771 habitatges en un 34,8% hi vivien nens de menys de 18 anys, en un 46,3% hi vivien parelles casades, en un 16,5% dones solteres, i en un 31,4% no eren unitats familiars. En el 25,9% dels habitatges hi vivien persones soles el 12,3% de les quals corresponia a persones de 65 anys o més que vivien soles. El nombre mitjà de persones vivint en cada habitatge era de 2,66 i el nombre mitjà de persones que vivien en cada família era de 3,22.
Per edats la població es repartia de la següent manera: un 27,4% tenia menys de 18 anys, un 8% entre 18 i 24, un 32% entre 25 i 44, un 20% de 45 a 60 i un 12,6% 65 anys o més.
L'edat mediana era de 36 anys. Per cada 100 dones de 18 o més anys hi havia 88,6 homes.
La renda mediana per habitatge era de 49.286 $ i la renda mediana per família de 58.721 $. Els homes tenien una renda mediana de 41.346 $ mentre que les dones 33.125 $. La renda per capita de la població era de 20.857 $. Aproximadament el 7,8% de les famílies i el 9,7% de la població estaven per davall del llindar de pobresa.

## Poblacions més properes
El següent diagrama mostra les poblacions més properes.